# Zoogloea (Biozönose)
Zoogloea (altgr. ζῷον [zóon], „Lebewesen, Tier“ und [gloia], „Leim“; Pluralform Zoogloeen) ist ein veralteter Ausdruck für gelatinöse Flocken aus Bakterien und einer umgebenden Matrix, die aus wasserhaltigen von den Bakterien abgeschiedenen Polymeren besteht. Der Ausdruck wurde durch einen der Pioniere der Bakteriologie, Ferdinand Julius Cohn geprägt, für den die Bildung von Zoogloea ein wichtiges taxonomisches Merkmal darstellte.
Heute wird der Ausdruck nur noch für die Arten der Bakteriengattung Zoogloea gebraucht, die sich durch entsprechende Gallertbildung auszeichnet.

## Verwendung durch Annie Francé-Harrar in der Bodenkunde
Abweichend von der sonstigen Verwendung in der Wissenschaft bezeichnete Annie Francé-Harrar Zoogloeen als Lebensgemeinschaften aus Bakterien, "Blaualgen" und Algen im Boden.
"Zoogloea: Durch gemeinsam ausgeschiedene Kolloiddecken verbundene kleine Gruppen von verschiedenen Mikroorganismen, die sich zur Aufschließung organischer oder anorganischer Stoffe zusammentun"
Dieser Begriffsverwendung sind andere Forscher nicht gefolgt. Obwohl in der Bodenmikrobiologie die Bedeutung von Aggregaten aus Bakterien und Tonmineralen, die durch von den Bakterienzellen abgeschiedene extrazelluläre Polysaccharide gebunden sind, bis heute anerkannt ist, hat sich der Ausdruck nicht durchgesetzt.